# Ganonema fuscipenne
Ganonema fuscipenne is een schietmot uit de familie Calamoceratidae. De soort komt voor in het Oriëntaals gebied.